# 災害対策特別委員会
災害対策特別委員会（さいがいたいさくとくべついいんかい）は、日本の参議院に設置されている特別委員会。国会法第45条の規定に基づき設置されている。

## 概要
災害対策特別委員会は、参議院に置かれている特別委員会である。災害対策特別委員会が国会に最初に置かれたのは、第39回国会（1961年（昭和36年）9月25日召集）である。現在まですべての国会で設置されている。
災害対策特別委員会は、災害に関する諸問題を調査し、その対策樹立を目的に設置されている。衆議院にも置かれていたが、第215回国会より東日本大震災復興特別委員会と統合され東日本大震災復興・防災・災害対策に関する特別委員会となっている。
委員の選任は、すべて議長の指名によって行われる（衆議院規則37条・参議院規則30条1項）。実際には、各議院運営委員会において、各会派の議席数に応じて各委員会の委員の員数も配分され、個別の人事は配分された員数の範囲内で各会派によって行われる。
委員長は、委員の互選（国会法45条）で選任されると定められているが、投票によらないで動議によって選出されることがほとんどである。委員長の選挙は年長者が主催することになっている（衆議院規則101条・参議院規則80条）。事前に各会派間で協議された特別委員長各会派割当てと会派申出の候補者に基づいておこなわれる。なお、委員長に事故があった場合は理事が職務を行うことになっている（衆議院規則38条2項・参議院規則31条3項）。
理事の選任は委員の互選（衆議院規則38条1項・参議院規則31条）となっているが、委員会設置以来すべて委員長の指名により行われている。理事の員数および各会派割当ては議院運営委員会で決定した基準により、選挙など会派の構成が大きく変わった際に見直される。

## 衆議院
- 衆議院における委員の選任は、総選挙後初めて召集される会期の始めに行われる（国会法第42条および衆議院委員会先例集9号）か、国会法または衆議院規則の改正により必要となったとき（衆議院委員会先例集10号）のみであり、その他の場合は異動とみなし、委員の辞任と補欠選任で対処することになっている。
- 多くの会派は、総選挙後の国会と毎年秋に召集される臨時国会の冒頭で各委員の構成を見直すことを例としていることから、実際に委員の構成が大きく変わるのはその際である。
- 委員の会派割当数は所属議員の比率により議院運営委員会において決定される（国会法第46条および衆議院委員会先例集12号）。

### 組織
衆議院災害対策特別委員会の員数は40人である（衆議院規則100条）。委員長1名、理事8名が選出または指名される。
衆議院災害対策特別委員会の組織
2023年（令和5年）10月20日現在
- 委員長：御法川信英（自由民主党・無所属の会）
- 理事
  - 自由民主党・無所属の会：金子俊平、後藤茂之、新谷正義、松本洋平
  - 立憲民主党・無所属：小山展弘、神津健
  - 日本維新の会：掘井健智
  - 公明党：日下正喜
- 委員
  - 自由民主党・無所属の会：東国幹、石原正敬、江藤拓、金田勝年、小林史明、坂井学、笹川博義、杉田水脈、高鳥修一、根本幸典、藤丸敏、宮路拓馬、山口晋、若林健太、渡辺博道
  - 立憲民主党・無所属：稲富修二、菊田真紀子、小宮山泰子、山崎誠、渡辺創
  - 日本維新の会：堀場幸子、吉田知代
  - 公明党：中川康洋、山崎正恭
  - 国民民主党・無所属クラブ：古川元久
  - 日本共産党：田村貴昭

### 所管事項
衆議院災害対策特別委員会の所管事項は次の通り。
1. 災害対策の樹立

国政調査案件
1. 災害対策に関する事項

## 参議院

### 組織
参議院災害対策特別委員会の員数は20人である（参議院規則78条）。委員長1名、理事4名が選出または指名される。
参議院災害対策特別委員会の組織
2025年（令和7年）4月20日現在
- 災害対策特別委員長
  - 塩田博昭（公明党）

- 理事
  - 梶原大介、藤木眞也（自由民主党）
  - 鬼木誠（立憲民主・社民・無所属）
  - 平木大作（公明党）

- 委員
  - 阿達雅志、小川克巳、加田裕之、加藤明良、古庄玄知、佐藤啓、堀井巌、宮本周司（自由民主党）
  - 木戸口英司、野田国義、広田一（立憲民主・社民・無所属）
  - 嘉田由紀子、松野明美（日本維新の会）
  - 舟山康江（国民民主党・新緑風会）
  - 仁比聡平（日本共産党）

### 所管事項
参議院災害対策特別委員会の所管事項は以下の通り。
1. 災害に関する諸問題を調査と対策樹立

国政調査案件
1. 災害対策樹立に関する事項

## 所管国務大臣等
委員会が審査又は調査を行うときは、政府に対する委員の質疑は、国務大臣又は内閣官房副長官、副大臣若しくは大臣政務官に対して行う（参議院規則42条の2）。どの国務大臣等に対して出席を求めるかは、各議院の委員会において、委員長及び理事の協議で決定される。災害対策特別委員会において出席を求められる主な国務大臣等は、以下の通り。
- 内閣府特命担当大臣（防災担当）兼国土強靭化担当大臣
  - 二之湯智（自由民主党）
- 内閣府副大臣（防災担当[2]）
  - 大野敬太郎（自由民主党）
- 内閣府大臣政務官（防災担当[2]）
  - 小寺裕雄（自由民主党）
- 以上の国務大臣の下に置かれる内閣官房副長官、副大臣、大臣政務官など。